# Erny Schweitzer
Ernest „Erny” Schweitzer (ur. 13 kwietnia 1939 w Ettelbrucku) – luksemburski pływak, uczestnik Letnich Igrzysk 1960 w Rzymie.
Startował w konkurencji 200 metrów stylem klasycznym podczas igrzysk olimpijskich w 1960 roku, lecz został zdyskwalifikowany w eliminacjach.